# أدريانا ليزا
أدريانا فكتور ليزا (بالإنجليزية: Adriana Victor Lessa)‏ هي ممثلة ومغنية ومذيعة برازيلية ولدت في يوم 1 فبراير 1971 في مدينة غوارولوس في البرازيل، مثلت في عدة مسلسلات منها مسلسل جوليانا في سنة 1999 والتي مثلت فيه دور نانا.

## وصلات خارجية
- أدريانا ليزا على موقع IMDb (الإنجليزية)
- أدريانا ليزا على موقع قاعدة بيانات الفيلم (الإنجليزية)

- أدريانا ليزا على قاعدة بيانات الأفلام على الإنترنت